# تیم ملی فوتبال زنان بولیوی
تیم ملی فوتبال زنان بولیوی (به اسپانیایی: Selección femenina de fútbol de Bolivia) نماینده زنان این کشور در رده ملی است. این تیم توسط فدراسیون فوتبال بولیوی اداره می‌شود.

## پیشینهٔ جام جهانی
| سال   | نتیجه      | بازی       | برد        | تساوی      | باخت       | گل زده     | گل خورده   |            |
| ----- | ---------- | ---------- | ---------- | ---------- | ---------- | ---------- | ---------- | ---------- |
| ۱۹۹۱  | وارد نشد   | وارد نشد   | وارد نشد   | وارد نشد   | وارد نشد   | وارد نشد   | وارد نشد   | وارد نشد   |
| ۱۹۹۵  | انتخاب نشد | انتخاب نشد | انتخاب نشد | انتخاب نشد | انتخاب نشد | انتخاب نشد | انتخاب نشد | انتخاب نشد |
| ۱۹۹۹  | انتخاب نشد | انتخاب نشد | انتخاب نشد | انتخاب نشد | انتخاب نشد | انتخاب نشد | انتخاب نشد | انتخاب نشد |
| ۲۰۰۳  | انتخاب نشد | انتخاب نشد | انتخاب نشد | انتخاب نشد | انتخاب نشد | انتخاب نشد | انتخاب نشد | انتخاب نشد |
| ۲۰۰۷  | انتخاب نشد | انتخاب نشد | انتخاب نشد | انتخاب نشد | انتخاب نشد | انتخاب نشد | انتخاب نشد | انتخاب نشد |
| ۲۰۱۱  | انتخاب نشد | انتخاب نشد | انتخاب نشد | انتخاب نشد | انتخاب نشد | انتخاب نشد | انتخاب نشد | انتخاب نشد |
| ۲۰۱۵  | انتخاب نشد | انتخاب نشد | انتخاب نشد | انتخاب نشد | انتخاب نشد | انتخاب نشد | انتخاب نشد | انتخاب نشد |
| مجموع | 0/7        | 0          | 0          | 0          | 0          | 0          | 0          |            |